# Henry Searle
Henry Searle (* 29. März 2006 in Wolverhampton, England) ist ein britischer Tennisspieler.

## Karriere
Searle gewann 2022 die britischen Meisterschaften der U16, was ihm eine Wildcard für sein erstes Grand-Slam-Turnier auf der ITF Junior Tour in Wimbledon 2022 einbrachte. Ein Jahr später spielte er bei den French Open sein zweites Grand-Slam-Turnier und erreichte das Viertelfinale. Bei seiner zweiten Wimbledonteilnahme überraschte er die Konkurrenz. Zum Auftakt schlug er den Setzlistenersten Juan Carlos Prado Ángelo. Auch im weiteren Turnierverlauf schlug er weit vor ihm platzierte Gegner: im Halbfinale die Nummer 4 der Setzliste Cooper Williams und anschließend im Finale den Setzlistenfünften Jaroslaw Djomin. Dabei gab er keinen einzigen Satz ab. Nach 61 Jahren gewann damit wieder ein Brite das Junioreneinzel. Sein Triumph brachte ihn bis auf Platz 4 der Junior-Rangliste. Bis Ende 2024 ist Searle als Junior spielberechtigt.
Bei den Profis spielte Searle 2023 einige wenige Turniere auf der drittklassigen ITF Future Tour. Dort erreichte er zwei Halbfinals, die ihn erstmals in die Top 1000 der Tennisweltrangliste führten. Searle studiert an der Loughborough University und plant das Studium zeitgleich zu seiner Tenniskarriere zu absolvieren.